# Joan Kibor
Joan Kibor (ur. 30 września 1989) – kenijska siatkarka, grająca jako środkowa. Obecnie występuje w drużynie Kenya Prisons.